# حزام بركاني

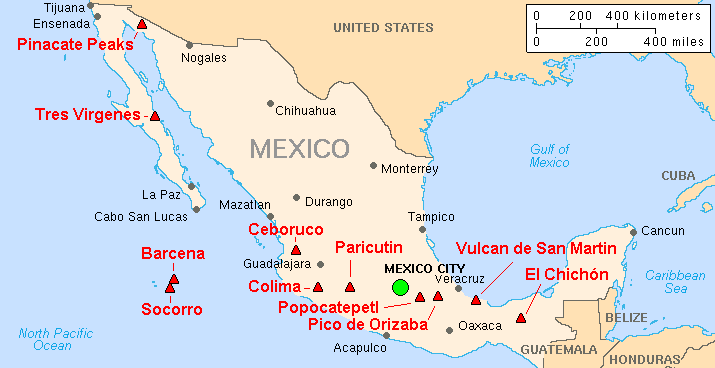
حزام بركاني في المكسيك

الحزام البركاني هو منطقة واسعة ذات نشاط بركاني. تستخدم مصطلحات أخرى للمناطق الصغيرة ذات النشاط البركاني، كحقل بركاني. توجد الأحزمة البركانية فوق المناطق التي تشهد درجات حرارة مرتفعة بشكل غير اعتيادي (700-1400 درجة مئوية)، حيث تتكون الصهارة فيها نتيجة انصهار جزئي للمواد الصلبة في القشرة الأرضية وطبقة الدثار العلوية. 
تشكّل هذه المناطق عادة على طول حدود الصفائح التكتونية عند عمق 10-50 كيلومتر. على سبيل المثال، تعتبر براكين المكسيك ومنطقة غربي أمريكا الشمالية بمعظمها أحزمة بركانية، كالحزام البركاني الممتد عبر المكسيك والذي يمتد 900 كيلومتر من الغرب إلى الشرق متخللاً المنطقة الوسطى الجنوبية في المكسيك.
تم العثور على بقايا متآكلة من الأحزمة البركانية القديمة عميقة في مناطق غير نشطة بركانياً كالدرع الكندي. وتتضمن ما يزيد عن 150 حزاماً بركانياً (وهي الآن متآكلة وتحولت إلى مسطحات أقرب إلى السهول ويتراوح تاريخها بين 600 إلى 1200 مليون عام. وهذه المناطق هي مناطق تحول المعادن القاتمة إلى سلاسل بركانية معادن شديدة القتامة مرتبطة بصخور رسوبية تشكّل ما يعرف بالأحزمة الخضراء. يعتقد بأنها تشكلت في مراكز انتشار محيطية قديمة وتضاريس الجزر القوسية. من أكبر الأحزمة البركانية الخضراء في العالم حزام أبيتيبي في أونتاريو وكيبك في كندا. 
الأحزمة البركانية شبيهة بالسلاسل الجبلية، لكن الجبال التي تقع ضمن سلاسل جبلية بركانية لا تكون جبال فعلية كتلك التي تتشكل بفعل الأفلاق والطيات التي تكونت نتيجة تصادم الصفائح التكتونية.